# アメリカ合衆国のスポーツ
アメリカ合衆国のスポーツ（アメリカがっしゅうこくのスポーツ）では、アメリカ国内におけるスポーツ事情について記述する。

## 事情
| 順位                              | 国技、国民的娯楽       | %  |
| --------------------------------- | ---------------------- | -- |
| 1                                 | アメリカンフットボール | 53 |
| 2                                 | 野球                   | 27 |
| 3                                 | バスケットボール       | 8  |
| 4                                 | サッカー               | 3  |
| 4                                 | モータースポーツ       | 3  |
| ピュー研究所世論調査（2024年発表) |                        |    |

アメリカにおけるスポーツは、各競技団体によって運営されているプロスポーツや大学などのカレッジスポーツを中心に行われている。代表的なスポーツは、アメリカンフットボール、野球、バスケットボール、サッカー、アイスホッケーである。いずれもアメリカ国内では人気の高い競技である。プロスポーツリーグのNFL（アメリカンフットボール）・MLB（野球）・NBA（バスケットボール）・NHL（アイスホッケー）は、俗に「北米4大プロスポーツリーグ」と称されている。とりわけアメリカンフットボールは他のメジャー競技を寄せ付けない圧倒的な人気を得ており、伝統的には野球がアメリカの「国民的娯楽」と見なされていたが、近年ではアメリカンフットボールが主流となっている。
近年ではサッカーがアイスホッケーを抜いて4番人気に浮上しており、アイスホッケーに取って代わりサッカーを「4大スポーツ」の一つにするという意見が主流になりつつある。また、アメリカンフットボール、バスケットボール、野球を「3大スポーツ」として称することも多い。カレッジスポーツでは、アメリカンフットボールとバスケットボールの人気が際立っており、特にアメリカンフットボールの大学リーグであるカレッジフットボールは、NBAやMLBと同等、若しくはそれらを凌ぐ人気を誇る。近年ではサッカーが若年層を中心に人気を高めていることが顕著であり、特にFIFAワールドカップは全米視聴者数でNBAファイナルやワールドシリーズを上回ることもあるなど、勢いをつけている。
アメリカにおける学生スポーツの大きな特徴として、ほとんどの選手が高校時代までは2つから3つの競技を掛け持ちすることが挙げられ、1つの競技に専念するのはプロ入り後、もしくは大学進学後からである。これはアメリカの部活動の形態が日本の形態とは少々異なっているためで、早くから1つの競技に専念するのが当たり前の日本とは対照的である。なお、高校で優秀な成績を収めた選手はドラフトでプロスポーツチームなどに指名されて「プロスポーツ選手」としての道を歩むか、または国内の充実した奨学金制度を利用しながら、「スポーツ奨学生」として大学へ進学する。複数の競技で優秀な成績を残して、それぞれの競技のドラフトで重複指名される選手も珍しくない。

### 人気スポーツの世論調査
アメリカの大手世論調査会社のギャラップは2024年2月、全米の人気スポーツの世論調査結果を公表した。「最も人気なスポーツ」はアメリカンフットボール(41%)が首位であり、2位に野球(10%)、3位にバスケットボール(9%)、4位にサッカー（5%）が続いた。アメリカのワシントン・ポストは2017年9月、全米の人気スポーツの世論調査結果を公表した。「最も人気なスポーツ」では1位はアメリカンフットボール(37%)であった。2位はバスケットボール(11%)、3位に野球(10%)、4位にサッカー(8%)が続いた。 
| 順位                             | 最も好きなスポーツ     | %  |
| -------------------------------- | ---------------------- | -- |
| 1                                | アメリカンフットボール | 41 |
| 2                                | 野球                   | 10 |
| 3                                | バスケットボール       | 9  |
| 4                                | サッカー               | 5  |
| 5                                | アイスホッケー         | 4  |
| 6                                | モータースポーツ       | 3  |
| 7                                | フィギュアスケート     | 2  |
| 8                                | テニス                 | 1  |
| 8                                | ゴルフ                 | 1  |
| 8                                | 総合格闘技             | 1  |
| 8                                | バレーボール           | 1  |
| 8                                | 体操                   | 1  |
| 8                                | ボクシング             | 1  |
| 8                                | レスリング             | 1  |
| 8                                | 陸上競技               | 1  |
| ギャラップ世論調査（2024年発表） |                        |    |

## 特徴

### オリンピック
オリンピックは、さまざまな意味で昔から重要なスポーツ大会でもある。アメリカも第二次世界大戦終結後からソビエト連邦の崩壊前までに繰り広げられていた旧共産国圏（ソビエト連邦など）との五輪でのメダル争奪戦は、互いにドーピングに手を染めるほどに熾烈さを極めた。2021年時点での夏季オリンピックにおけるアメリカの通算メダル獲得数は2643であり、圧倒的に世界第1位となっている。一方で、2018年時点でのアメリカの冬季オリンピックの通算メダル獲得数は305であり、これはノルウェーに次いで世界第2位となっている。アメリカ選手団は、夏季冬季合わせて合計2948個のメダルを獲得している。なお、アメリカにおけるオリンピックの開催回数は夏季オリンピックが4回、冬季オリンピックも4回であり、どちらも開催国としては世界最多である。
オリンピックはテレビ番組として非常に視聴率の高いコンテンツであり、2012年のロンドンオリンピックではNFLと共にスポーツ番組の上位を独占した。特に開会式のテレビ中継は視聴者数が4000万人を超えており、スーパーボウルなどNFL中継を除いた場合、あらゆる番組の中で年間最高であった。アメリカは、テレビ放映権でも他国よりも群を抜いた額の放映権料を支払っている。2012年のロンドンオリンピックでは、3大ネットワークの一つであるNBCが、IOCに11億8000万ドルを支払ったとされる。アメリカの経済誌フォーブスによると、夏季オリンピックはスーパーボウルに次いで二番目にブランド価値を持つスポーツイベントであり、冬季オリンピックは第6位である。
ただ、アメリカはオリンピック選手に対して政府補助金を支給しておらずそのため一部の有名選手以外はオリンピック委員会からの手当や、自ら従事する職業からの報酬、僅かなスポンサーからの支援に頼っている。メダル獲得時にはオリンピック委員会から報奨金を贈られるが、これは課税対象となっている。一方、メダルそのものも課税対象である。

### 運営
| 順位 | リーグ         | チーム数 |
| ---- | -------------- | -------- |
| 1    | NFL            | 30       |
| 2    | NBA            | 7        |
| 3    | MLB            | 5        |
| 4    | プレミアリーグ | 4        |
| 5    | ラ・リーガ     | 2        |
| 6    | ブンデスリーガ | 1        |
| 6    | リーグ・アン   | 1        |

球団の主な収入として、試合の入場料収入・テレビやラジオなどの放映権料収入・ロゴ入りユニフォームやグッズなどのロイヤリティー収入・球場の看板のスポンサー料や駐車場、イベント収入などの雑収入の4つに分けられ、この中で想像以上に大きなものが、テレビやラジオなどの放映権料収入である。
例えば、MLBにおける試合中継の場合はアメリカ3大ネットワークや、スポーツ専門チャンネルといった全国放送の試合中継とケーブルテレビといったローカル放送の試合中継の2つに大きく分けられる。このうち、全国放送の試合中継はMLB機構全体の収入になり、傘下の全球団へ均等に分配されるが、ローカル放送局の収入はその球団独自の収入になるので、ニューヨーク・ヤンキースやボストン・レッドソックスの様なMLB屈指の人気球団とその他の球団の間には大きな収入格差が生まれている。2000年代に入ってからは、「ヤンキース・エンターティメント・スポーツ」 (YES) などといった球団独自のケーブルテレビ局が財政に余裕のある球団間で次々と設立されて球団間の収入格差はますます拡大しているが、この事はMLB以外のメジャープロスポーツリーグでも当てはまる。そこで、チーム間の格差を出来る限りなくすための処置として、各メジャープロスポーツリーグの機構はドラフト制度やサラリーキャップなどに代表される徹底したリーグの戦力均衡策を行っている。
ところで、アメリカのプロスポーツ界ではエクスパンションによる新規参入やチーム売買、チームの本拠地移転、同じ競技のチーム同士による合併などといった事が、日本よりも盛んである。これは、各球団の財政的な事情の他に、プロスポーツリーグ自体の誕生や消滅が珍しくない事と、アメリカ国内では企業家が国内外のプロスポーツチーム、特に4大メジャープロスポーツのリーグに在籍するチームを一つでも所有する事が企業家として一種の成功した証となるが、それらのリーグに一からチームを作り上げて新規参入する事はエクスパッションや膨大なチーム設立経費などといった様々な参入障壁があるので、少しでも参入障壁を減らすために企業家の間ではすでにリーグに在籍しているチーム自体を双方で売買する手法が最も多く使われていることが影響している。オーナーの中には、一人で異なる4大メジャープロスポーツリーグのチームを一チームずつ所有する企業家も少なからずいる。ただし、幾らお金を持っていてもそのリーグのオーナー会議で承認されなければそのチームのオーナーにはなれない。いずれにせよ、エクスパンションに関しては制限を課す事で新規参入ができる枠やチーム自体に高額な付加価値が付き、リーグを運営する機構などの売却する側は莫大な金銭の収入を手にする事ができる。
その一方で、アメリカ国内の都市間でもプロスポーツチームを所有する事が都市としての一種のステータスであり、地元自治体が公金でチームへの援助をする事やスタジアムの建設を肩代わりする事、税制面で優遇する事は普通である。ただ、その一方で税制の新たな創設や税金の値上げなどといった新たな住民負担が発生するために地元住民の反対運動が巻き起こる事もあり、地元自治体とチーム間の交渉が不調に終わってしまう事も多いので、結果的に本拠地移転などを余儀なくされる事も少なくない。

### 海外展開
1990年代後半以降、アメリカ国内にある各種スポーツ団体、特に北米4大プロスポーツやその傘下にあるチームを中心に様々な形でのアジアやヨーロッパへの進出が活発に行われている。
なお、日本ではNHKや各民間放送局、有料放送のスカパー!やWOWOWを中心に試合中継や関連番組が放送されているが、その中で最も成功したアメリカ国内のスポーツ団体はMLBである。

### 待遇
アメリカ国内の芸能界や実業界と同様に、プロスポーツ界でもいわゆる「アメリカンドリーム」という言葉が当てはまる。これは、メジャープロスポーツの有名選手にまでなると、チームから支払われる年俸の他に個人単位で数社の企業とスポンサー契約を結ぶ事が多いために1年間の収入が数千万ドルにまで達するからである。または、選手とチーム間のオプション契約や年俸額の交渉を行う代理人の存在も大きい。ただチームに対しては選手の高額な年俸や待遇を要求する事が当然であり、代理人の存在は決して良いことばかりではない。
アメリカのプロスポーツ界は引退後の年金制度が日本と比較してもかなり充実しているので、選手は現役時代にあまり良い成績を残していなくても、基本的に引退後の生活にはあまり困る事はなく、選手によっては一般社会に戻って大学へ進学することもある。また選手は現役時代から慈善活動を行う事が当然なので、一般の人々からは現役引退をした後でも尊敬されている。
一方、活躍する選手は地元の英雄という扱いをされるため、不祥事が庇われることもあり、例えばフロリダ大学の有名アメフト選手がレイプで告訴された時、警察の捜査が杜撰に行われ、選手に対する甘さがあったと指摘される事件もある。

### 労働争議
アメリカ国内の一般社会と同様に、スポーツ界でも選手達は競技団体ごとに所属球団を超えて選手会（労働団体）を組織している。主に選手の待遇改善や制度の是非を主張するが、経営者側などとの交渉が決裂した場合は一般社会と同様にストライキを決行する事がある。しかし、経営者側などもそれらへの対抗処置として試合会場をロックアウトする事があるが、こういった争議にはスポンサーやファンが離れるといった弊害も少なからず存在する。

### ドーピング問題
現在、アメリカのスポーツ界で最も深刻なのがプロやアマ選手のドーピング問題である。例えば、2007年12月14日にMLBコミッショナーであるバド・セリグから選手のドーピングに関する調査責任者の就任任命を受け調査を進めていたジョージ・J・ミッチェル元上院議員による調査報告書が発表され、その中でロジャー・クレメンス、バリー・ボンズ、ゲイリー・シェフィールド、ミゲル・テハダ、エリック・ガニエといった有名選手の疑惑が取り上げられた。ただし、ドーピング問題に関してはファンも含めてアメリカ国内では寛容的な考え方のため、なかなか表沙汰にならない事が多い。ステロイド剤などの禁止薬物は主に隣国のメキシコから「栄養補助食品」という名目でアメリカ国内に輸入する方法が一般的である。

## 団体競技

### アメリカンフットボール

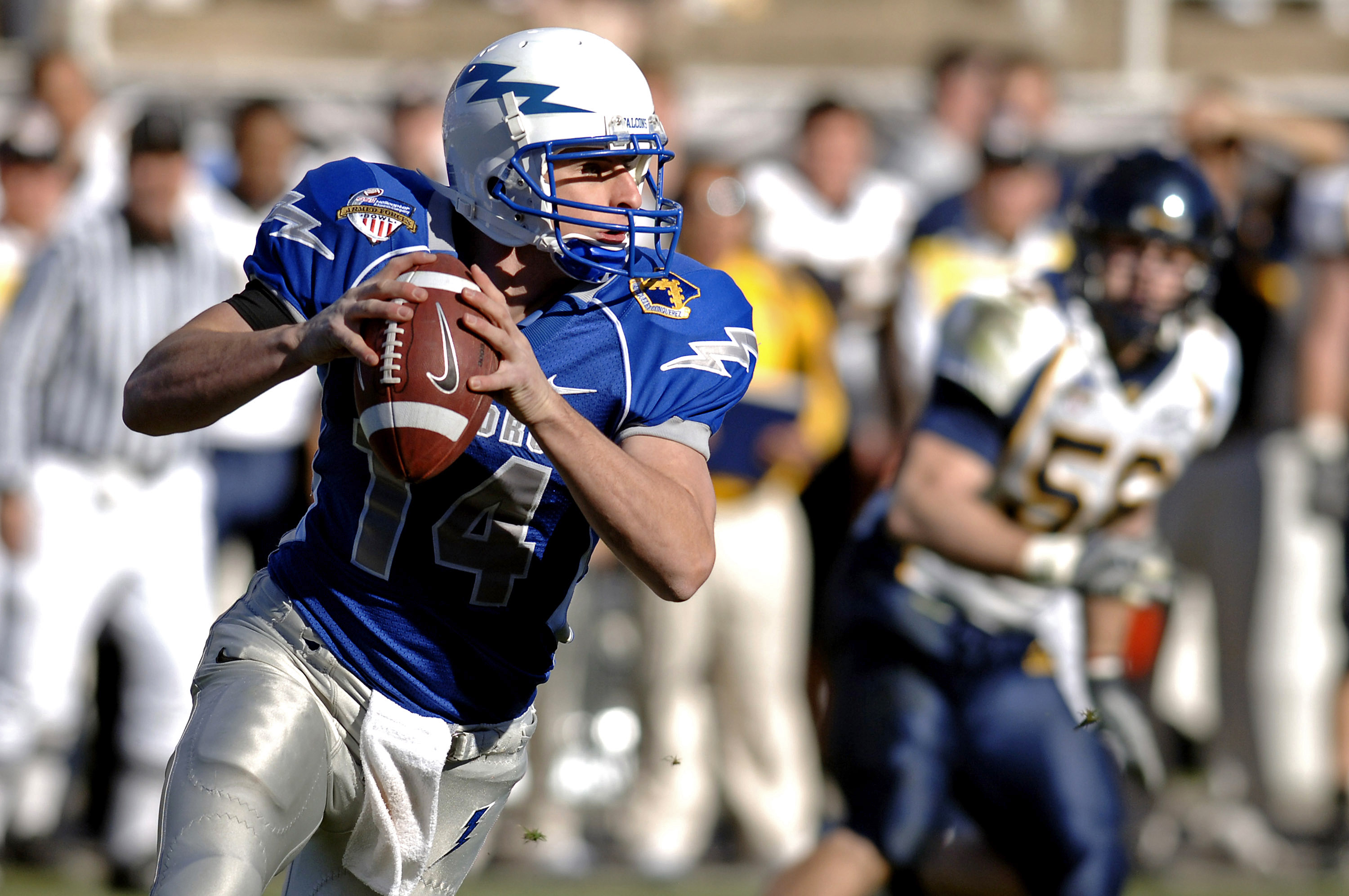
アメリカンフットボール。

ラグビーから派生したアメリカンフットボールは、アメリカ国内や周辺諸国では単にフットボールと呼称し、現在アメリカ国内で最も人気のあるスポーツである。近年の世論調査によると、野球に取って代わり、アメリカンフットボールこそがアメリカの“国技”、“国民的娯楽”であるという意見が主流を占めるまでに至った。フットボール選手はアメリカ社会の象徴的存在とされる（詳細は「ジョック」の項目を参照）。
現在、アメリカン・フットボール・カンファレンス (AFC) とナショナル・フットボール・カンファレンス (NFC) の2つのカンファレンスからなるNFL（ナショナル・フットボール・リーグ）は、アメリカ国内にあるMLBやNBAなどといった他のプロスポーツリーグを遥かにしのぐ熱狂的な盛り上がりを見せる。経済規模はプロスポーツリーグとして世界最大であり、2014年シーズンの収益は120億ドルである。その高い人気の割りに試合数が少ないことからテレビ放映権には非常に高額な値段がついている。サラリーキャップ制や完全ウェーバー制によるドラフトをいち早く実現させ、戦力均衡を可能な限り追求していることが、人気拡大の最大の要因となった。

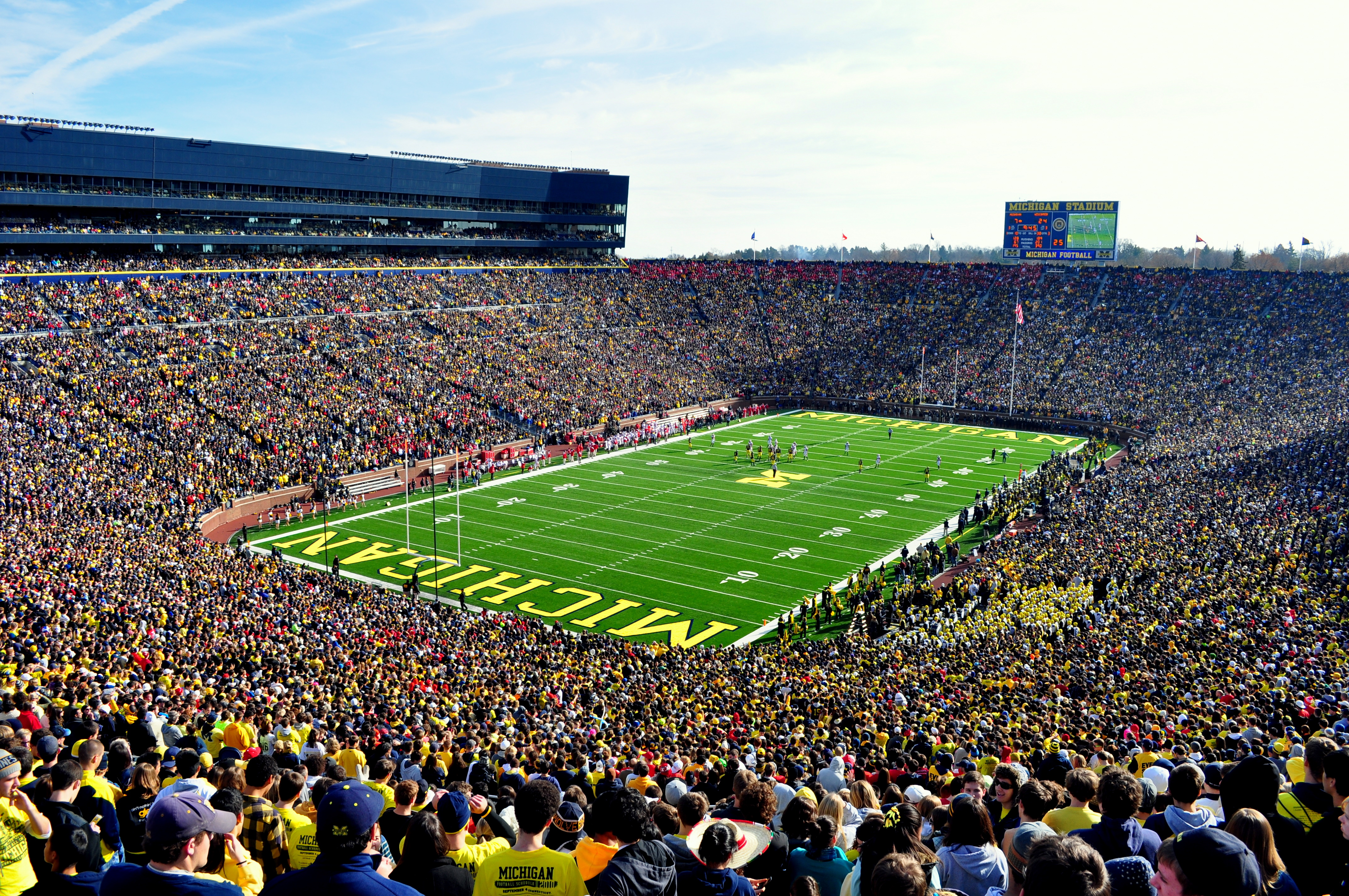
カレッジフットボールのミシガン・スタジアムは200試合連続10万人以上の観客動員を記録した。

NFLはAFC、NFCともに16チームずつが参加し、レギュラーシーズンは9月から翌年1月まで行われ、各チームが16試合を戦う。レギュラーシーズンの試合の視聴率は非常に高く、多くの試合がワールドシリーズやNBAファイナルの視聴率を上回る。各カンファレンスの上位6チームが1月に行われるプレーオフに進出し、リーグ優勝決定戦のスーパーボウルまで一発勝負のトーナメント方式で争う。スーパーボウルはアメリカ最大のスポーツイベントであり、1991年以降は毎年40 %以上の驚異的な高視聴率を記録している。アメリカの歴代テレビ番組の視聴者数トップ10のほとんどをスーパーボウルが独占しており、CM料金もアメリカのテレビ番組で最も高いことで知られている。また、オールスターゲームであるプロボウルは、近年スーパーボウルの前週に行われ、1980年以降ほぼ毎年ハワイのアロハ・スタジアムで開催されている。
アマチュアレベルでも非常に盛んであり、男子の高校生と大学生の競技人口が最も多いスポーツでもある。また、大学リーグであるカレッジフットボールの人気も非常に高い水準である。ギャラップが2012年12月に行った世論調査によると、カレッジフットボールのファンと回答した者の割合は49 %であり、48 %のプロ野球、33 %のプロバスケットボール、22 %のプロアイスホッケーなどを上回った。カレッジフットボールでは各大学が奨学金を用意して全国の高校から有名選手をスカウトする。また、各大学はプロ顔負けの収容人数を有するスタジアムを保有しており、プロさながらの雰囲気の中行われる。1月のBCSナショナル・チャンピオンシップ・ゲームは全米一決定戦として行われており、全米視聴率はワールドシリーズやNBAファイナルをも超えている。別に屋内で行われるアリーナフットボールも盛んである。

### バスケットボール
バスケットボールは、アメリカ国内でカナダ人のジェームズ・ネイスミスによって考案された。アメリカ国内では1946年に男子プロバスケットボールリーグBAAが創設されて3年後にNBLと合併し、現在のイースタン・カンファレンスとウェスタン・カンファレンスからなるNBA（ナショナル・バスケットボール・アソシエーション）が誕生した。その後、1967年にはNBAに対抗する形でABAが設立され地位を脅かしたが、1976年にABAは消滅し、NBAは現在も世界最高峰のリーグとして君臨し続けている。なお、アメリカ国内ではNBA、NCAAバスケットボールは人気で、NBAは4月下旬からプレーオフに入り、優勝決定戦であるNBAファイナルは6月に行われる。NCAAは全米一を決めるトーナメント戦もあり、「3月の狂乱」とも呼ばれている。1992年には、NBA選手が参加した「ドリームチーム」がバルセロナオリンピックを席巻し、1997年には女子リーグWNBAが設立された。さらに女子代表も、1992年バルセロナ五輪の3位決定戦を皮切りに1996年アトランタオリンピックから2021年東京五輪まで団体競技最多の7連覇を達成しており、オリンピックでは現在55連勝中である。
アフリカ系アメリカ人が好むスポーツであり、マイケル・ジョーダン（シカゴ・ブルズ）、マジック・ジョンソン（ロサンゼルス・レイカーズ）、デニス・ロッドマン（シカゴ・ブルズ）らの全盛期はNBAブームで、MLBを凌ぐ人気を得た時期もあった。ジョーダンの引退後は人気が伸び悩み、一時はNBAファイナルの視聴率もジョーダン全盛期の1/3程度にまで落ち込んだ。人気低迷の主な原因としては、全米規模のスター選手の不在が挙げられていた。しかし、近年ではコービー・ブライアントやレブロン・ジェームズなどに代表される若手のスター選手が続々と現れており、NBA人気も回復傾向にある。2010年のNBAファイナル第7戦は、ジョーダンの引退以降では最高の視聴率を記録した。ちなみに、国内外の若年層の間では1990年代に世界的な形で広まったヒップホップ文化の影響で、NBA各球団のレプリカユニフォームやチームロゴなどをあしらった帽子やTシャツは、ストリートファッションの一部として広く認知されている。

### 野球

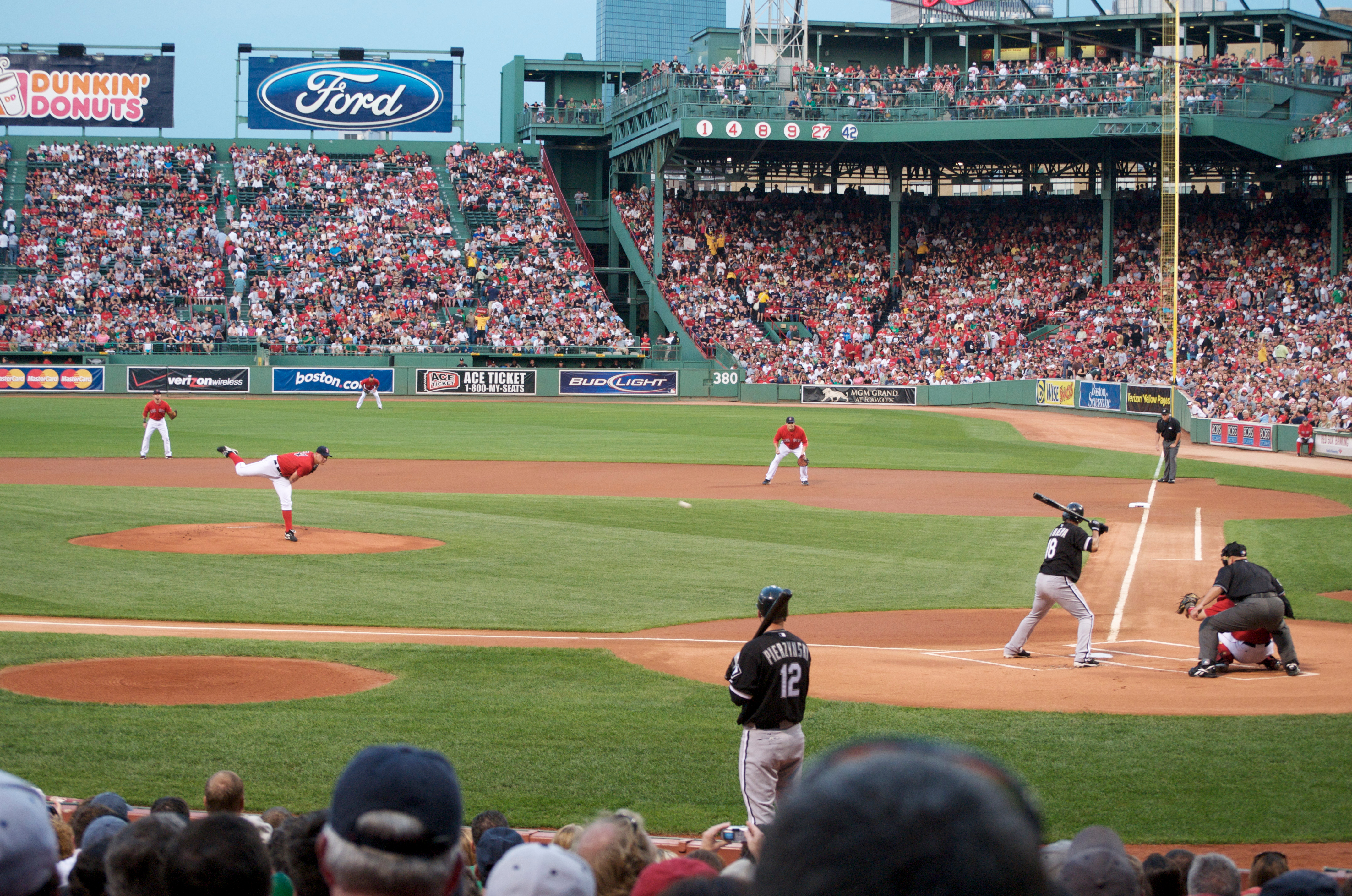
ベースボール（フェンウェイ・パークにて）。

アメリカにおける野球は、日本、韓国、台湾といった東アジア諸国やキューバ、ドミニカ共和国といったカリブ海諸国などでもなじみ深い球技である。1970年代に一番人気スポーツの座をアメリカンフットボールに譲った形になったものの、今日でもバスケットボールと共に高い人気を得ている競技である。また、野球は歴史的にアメリカの“国民的娯楽” (National Pastime/American Pastime) と称されてきた。
現在、アメリカ国内の野球リーグには主にナショナル・リーグと、アメリカン・リーグからなるメジャーリーグベースボール (MLB) とそれらの傘下にあるマイナーリーグ、更には約8つに分かれている独立リーグの2種類の野球リーグが存在する。MLBは4月のシーズン開幕からアメリカン・リーグ、ナショナル・リーグともに15球団の両リーグ合計30球団でレギュラーシーズンが争われ、10月に行われるポストシーズンのワールドシリーズは各リーグの優勝球団同士が激突し、7回戦制で先に4勝先取で優勝が決められる。
アメリカンフットボールやバスケットボールと違って野球はカレッジスポーツとしては大衆的な人気を得ていないが、アメリカ国内に200球団以上は存在すると言われているマイナーリーグの球団が、各地域の野球ファンの受け皿となっている。なお、MLBは年間で7,500万人以上の観客を動員する。試合数の違いなどはあるものの、これは世界中のありとあらゆるプロスポーツの中でも最大の観客動員数である。2007年度のMLB（162試合）における年間観客動員数は史上最多となる7,950万3,175人で、マイナーリーグと合計した試合の観客動員数は約1億人を超える。近年ではアメリカ野球界の急激な国際化によってヒスパニック系の移民をルーツに持つ選手や、カリブ海諸国出身の選手が多くなりつつある。
日本人選手についても、1964年には村上雅則がサンフランシスコ・ジャイアンツに所属して日本人初となるメジャーリーガーとなったが、後に続く者はなかなか出なかった。しかし、1995年に野茂英雄が31年ぶりに渡米してある一定の成功を収めると、野茂の渡米後も伊良部秀輝、佐々木主浩、イチロー、斎藤隆、田口壮、高橋建、新庄剛志、石井一久、高津臣吾、井口資仁、松井秀喜、松井稼頭央、上原浩治、城島健司、黒田博樹、福留孝介、岩村明憲、松坂大輔、岩隈久志、青木宣親、ダルビッシュ有、田中将大、前田健太、菊池雄星、筒香嘉智、大谷翔平、澤村拓一、鈴木誠也、吉田正尚、千賀滉大、藤浪晋太郎などといったNPB球団所属の人気プロ野球選手を中心に、現在でも日本人選手のメジャーリーグ挑戦が続いている。MLB機構もこういった現状を踏まえた上で独自の「グローバル戦略」を策定し、2006年3月にはMLB機構主催で野球の国別代表チームによる国際大会であるワールド・ベースボール・クラシック（WBC）の第1回大会をアメリカで開催した。

### サッカー
事情
アメリカ国内においては、ヨーロッパや南米など世界各国でサッカーを意味する「フットボール」という本来の呼称は「アメリカンフットボール（NFL）」を指すため、日本やカナダなどと同様に「サッカー」の呼称が用いられている。アメリカはサッカーの競技人口自体は多く、国際サッカー連盟（FIFA）の統計によると約2450万人である。これは中国に次いで世界で2番目に多い数字である。
アメリカのサッカーは20世紀頃まで世界からは長らく「サッカー不毛の地」と揶揄されてきたが、2017年のワシントン・ポストの世論調査によると、アメリカンフットボール、バスケットボール、野球に次いで全米で4番目に人気のあるスポーツであり、アイスホッケーなどを上回っている。とりわけ若年層での人気が高く、18歳から29歳の間ではアメリカンフットボールに次いで2番目に人気のあるスポーツである。2012年のESPNの世論調査によると、12歳から24歳までの若年層の間では、サッカーはアメリカンフットボール（NFL）に次いで2番目に人気のあるスポーツであるとの結果が出た。FIFAワールドカップの人気も同様に高くなっており、アメリカ代表の試合を中心に高いテレビ視聴率を記録している。2014年のブラジル大会のアメリカ対ポルトガルの試合は全米TV視聴者数において2470万人を記録し、アメリカのサッカー番組史上最多視聴者数となった。さらに決勝戦のドイツ対アルゼンチンの試合では2650万人を記録し、アメリカ対ポルトガルの記録をこれまた塗り替えた。これらの試合は同年のNBAファイナルの平均視聴率でもある1550万人や、2013年のワールドシリーズの平均視聴者数でもある1490万人を大幅に上回っている。
サッカーがチームスポーツとしての高い協調性が注目されると、協調性を養わせるためとして教育熱心な中流階級層の母親が子供にサッカーを習わせることが流行したことから、「サッカーマム」という言葉も流行した。転じて「教育ママ」という意味で使われる場合もある。
歴史
元々、アメリカ国内にサッカーが伝わってきたのは、アメリカの東海岸（ニューイングランド地方）にサッカーの原型だったものが伝わったのが最初である。その後、1863年にイギリスのロンドンで統一ルールが作られ今の「サッカー」が出来上がると、いち早くアメリカ国内にも伝わり大学生を中心に広まった。ところが、1874年にボストンのハーバード大学がカナダのモントリオールにあるマギル大学との2試合を1年目に行なっただけで、2年目からはラグビーへと競技が変わり次々と独自の手を加えていきながら競技を行なった。それがきっかけとなって、アメリカ国内にある他の大学でもその独自に手を加えたラグビーが次第に広まり、大学生の間では徐々にサッカーの試合が行われなくなった。
アメリカ国内における最初のサッカーブームは1920年代であった。1890年代には国内で最初のプロ化への試みが行われ、1922年に始まったASLはヨーロッパからの移民の急増と共に隆盛を極めた。ただ、その後はアメリカ国内の愛国心の高まりで次第に「アメリカ的なもの」が好まれるようになり、外来文化のサッカーは1940年代以降には衰退の一途をたどる事となる。ところが、1966年にFIFAワールドカップで史上初めての衛星中継が行われアメリカ国内で話題となり、それまで衰退の一途をたどっていたサッカーに再びアメリカ国民の注目が集まる事となる。そして翌年の1967年に北米サッカーリーグ（NASL）が発足され、1970年代に人気のピークを迎えたが、そもそもサッカー文化の基盤がほとんどなかったため1984年限りで消滅した。その後は長らくセミプロ時代が続く事となる。
1994年には自国で1994 FIFAワールドカップを開催し、大会史上最多となる約360万人の観客動員数を記録するなど大変な盛上がりをみせた。アメリカ代表も優勝候補のコロンビア代表に勝利し、ベスト16へ進出するなど健闘した。1996年には久々のプロリーグとなるメジャーリーグサッカー（MLS）が発足した。当初は10クラブでスタートしたものの、2022年現在では28クラブが所属しており年々規模を拡大している。2013シーズンの観客動員数は600万人を超えており、1試合当たりの平均観客動員数は1万8594人である。2007年にはデビッド・ベッカム、2015年にはスティーヴン・ジェラード、2018年にはズラタン・イブラヒモビッチがMLSのクラブである『ロサンゼルス・ギャラクシー』へ移籍するなど、大物選手も続々とリーグに参戦している。
アメリカサッカーの特徴として、女子サッカーが非常に盛んなことが挙げられる。女子アメリカ代表は世界屈指の強豪国であり、FIFA女子ランキングでは2008年以降ほぼ首位を維持している。FIFA女子ワールドカップの優勝回数は史上最多の4回であり、オリンピックでも史上最多4回の優勝を誇る。男子アメリカ代表もFIFAランキングでは常に上位に位置しており、1994年以降はワールドカップでベスト16以上を5度経験するなど、好成績を収めている。さらに2026年には、カナダやメキシコとともに2026 FIFAワールドカップの共同開催国となっている。

### アイスホッケー

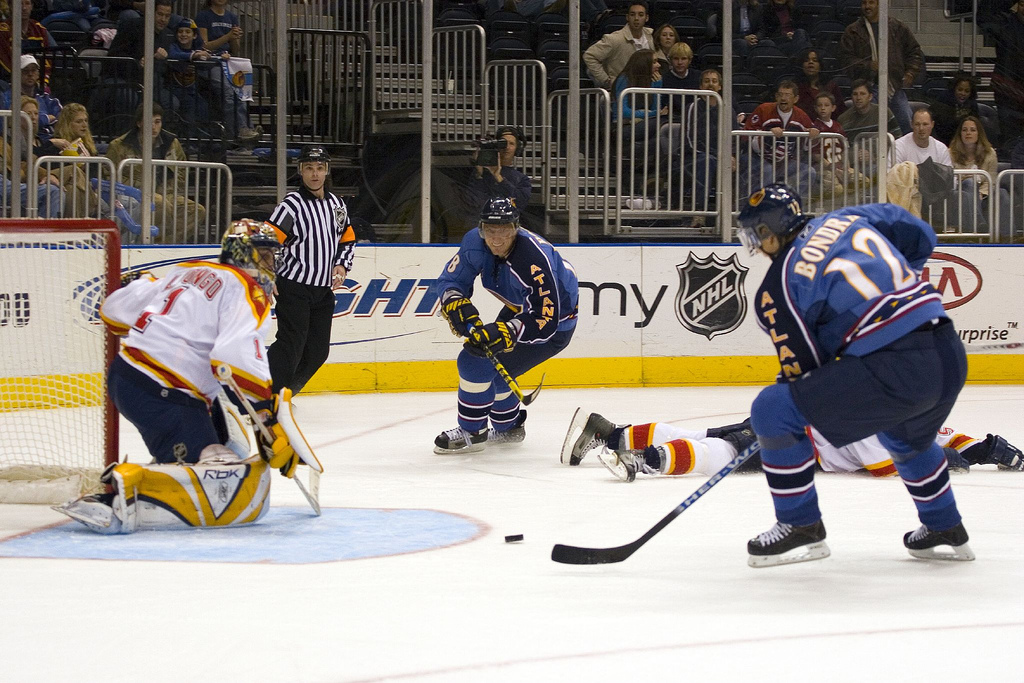
アイスホッケー。

イースタン・カンファレンスとウェスタン・カンファレンスからなるNHL（ナショナル・ホッケー・リーグ）は、先行して存在したカナダ・ナショナル・ホッケー協会 (NHA) における幾度とない論争の末、1917年にカナダで設立され、その後は幾度となく繰り返された引き抜き合戦やエクスパッション（球団拡張）を経て、現在の形に至る。
アメリカへの進出後は、アメリカ国内でも一時期はアイスホッケー人気が高まったが、1992年から2005年までの間に労使間対立によるストライキが数回ほど発生した事（2004 - 2005シーズンに至っては、初めて全試合が中止）による人気低下もあり、NHLをNFLやMLB、NBAと一緒に人気競技団体のひとつとして数える事に対してはアメリカ国内で賛否がある。またNHLの選手に占めるアメリカ人の割合は2割程度と低く、NHLのチームの大多数はカナダ人と欧州出身選手で占められている。ミネソタ州やミシガン州、マサチューセッツ州などの中西部や東部では人気スポーツである一方、南部や西部ではそれほど盛んではない。NHLのリーグ優勝決定戦であるスタンレー・カップ・ファイナルの全米視聴率も低い水準に留まっており、2012年では最高3 %台に甘んじた。

### クリケット

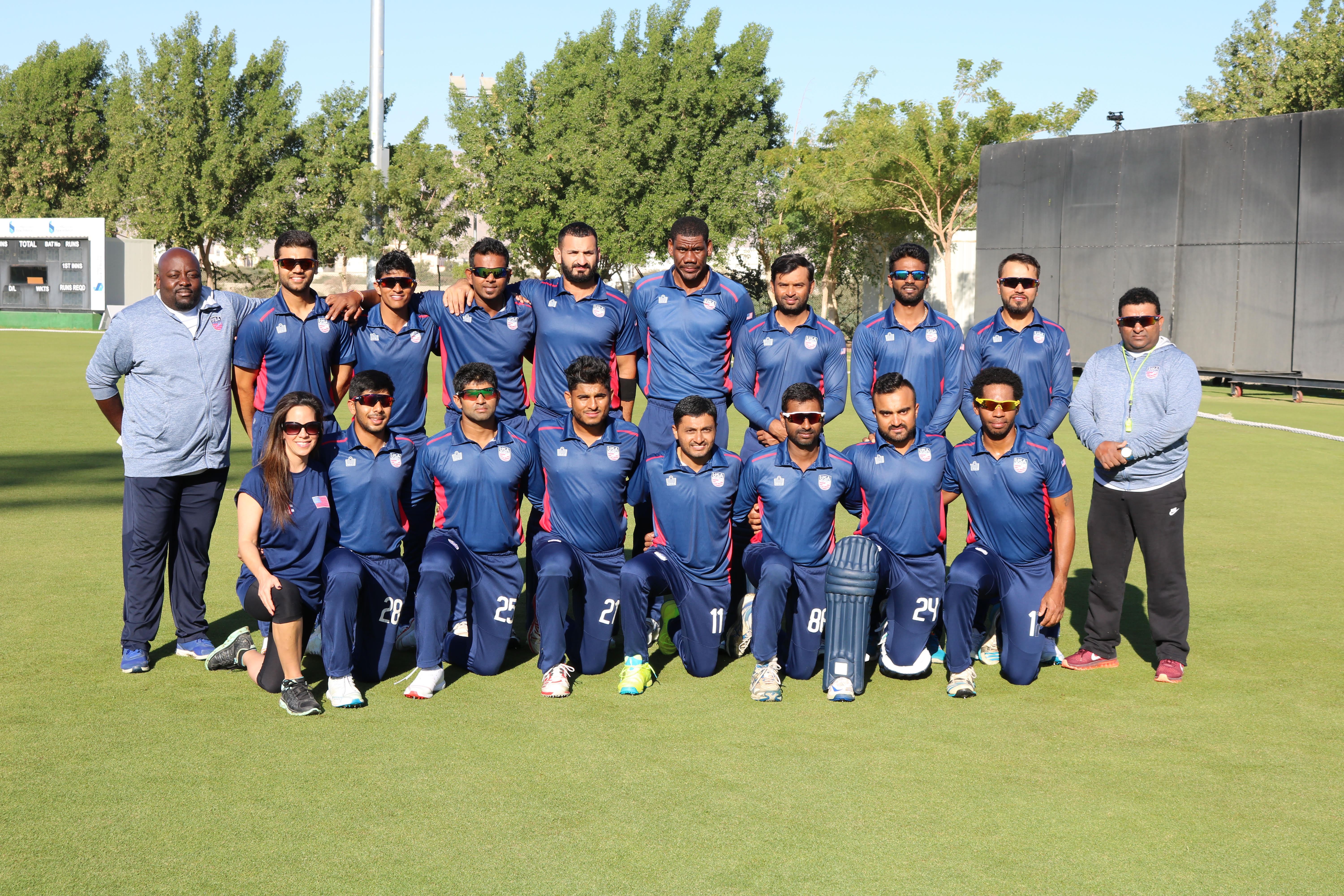
クリケットアメリカ代表の選手ら（2017年）

クリケットは1709年の英領アメリカ時代から始まり、アメリカで300年以上の歴史がある。アメリカ合衆国建国の父と言われるベンジャミン・フランクリンは、1744年にクリケットの公式ルールブックをイギリスから持ち帰った。野球やアメリカンフットボールより長い歴史があり、19世紀半ばには1000を超えるクリケットクラブが存在した。アメリカとカナダの国際試合は1844年にニューヨークで開催され、エイブラハム・リンカーンは1849年に有料でクリケット観戦をしている。アメリカ史の専門家によると、南北戦争以前はアメリカで一番人気のスポーツであった。1861年に始まった南北戦争中に野球がアメリカのスポーツとしての地位を高めていき、クリケットの最盛期が終わった。後発の野球やアメリカンフットボールなどが19世紀後半から普及し始め、クリケット界が英連邦中心の閉鎖的な活動でアメリカから距離を置いていたこともあり、アメリカで徐々に人気が低迷した。特に第一次世界大戦後はクリケットの関心が薄れ、1920年代の野球のベイブ・ルースの功績もあり、野球への関心はクリケット凋落につながった。20世紀後半からクリケットが一番人気の地域である南アジアや西インド諸島からの移民の流入もあり、徐々にクリケット人気の復活の兆しが見えてきた。1965年にアメリカ合衆国クリケット協会（USACA）が設立され、国際クリケット評議会（ICC）に準会員として加盟した。1979年にICCトロフィーに初出場し、1986年にイングランドで開催されたICCトロフィーでは8戦中7勝する快挙を成し遂げた。
現在はUSAクリケットがICCから認められたアメリカの国内競技連盟である。2023年には新プロリーグのメジャーリーグクリケット（MLC）が開幕した。試合時間が3時間程度で終了するトゥエンティ20（T20）形式で行われる。MLCには、インドの大富豪であるリライアンス・インダストリーズ会長のムケシュ・アンバニ、マイクロソフトCEO兼会長のサティア・ナデラ、アドビCEO兼会長のシャンタヌ・ナラヤンなど実力者が後援者となっている。2024年にはトゥエンティ20方式のICC T20ワールドカップがアメリカで開催される。前回の2022年にオーストラリアで開催された男子T20ワールドカップでは、ICCの動画配信プラットフォームにおいて65億8000万回の視聴回数を記録した。それに伴い、ニューヨーク市郊外のナッソー郡に34,000人収容のクリケット専用スタジアムが建設されることで合意した。
2023年のIOC総会において、クリケットが2028年ロサンゼルスオリンピックで実施されることが決定した。LA28大会組織委員会のディレクターであるカンプリアーニはクリケットに関するプレゼンテーションをIOC総会で行い、「世界中に推定25億人のファンがいる世界で2番目に人気のあるスポーツを歓迎できることに興奮している」と語った。LA28大会組織委員会のワッサーマン委員長は、クリケット採用に関し、「25億人のファンを有するスポーツを我々の都市にもたらす好機」と述べた。
アメリカのナショナルチームは男子と女子のチームがある。2023年10月現在のICC世界ランキングは、男子チームがODI形式で17位、T20形式で22位。女子チームはT20形式で23位。

### バレーボール
バレーボールは、アメリカでウィリアム・G・モーガンによって考案された。なお、バレーボールのアメリカ代表は男女共に強豪チームのひとつである。男子代表は2008年北京オリンピック、女子代表は2020年東京オリンピックでそれぞれ金メダルを獲得している。

### ラグビーユニオン
ラグビーユニオンはプロレベルで、娯楽として大学でプレーされているがNCAAによって統括されていない。アメリカ合衆国では推計120万人がラグビーをプレーしている。アメリカ合衆国代表チームはラグビーワールドカップに出場してきた。ラグビーセブンズでは、男子代表は毎年開催されるワールドラグビーセブンズシリーズに毎回参加する15の「中核チーム」の1つであり、女子代表はワールドラグビー女子セブンズシリーズの11の中核チームの1つである。2016年4月に国内プロクラブ競技会PROラグビーが始まったがわずか1シーズンで終了した。2018年にプロリーグであるメジャーリーグラグビーが開始した。
ラグビーフットボールは、現代アメリカンフットボールの基礎を形成した。2つのスポーツは19世紀末にはほぼ同一であったが、20世紀の始まりまでには明確に異なる互換性のないコードへと分化した。アメリカにおけるラグビープレイヤーの人数は、ワールドラグビーのデータによると1位のイングランド（208万人）に次いでアメリカは2位の149万人となっている。アメリカラグビー協会が地道に学校へボールやルールブックを配るといった普及活動を行い、多くの子供にラグビーを経験させたことが一番の理由である。

## 個人競技

### 格闘技
近年、アメリカ国内では総合格闘技がUFCやBellator MMAなどを中心に非常に盛んである。中でもUFCは世界58カ国以上から最高峰の選手が常時600名近く参戦し、28カ国161都市で570大会以上を開催、172の国および地域において40カ国語でテレビ放送されている、実力・人気共に世界最大の総合格闘技団体である。主にESPNとの契約や国際放映権、スポンサー契約の上昇で企業価値がさらに上がり、完全子会社化された2021年4月時点での企業価値はモルガン・スタンレーによって92億ドル（約1兆270億円）と推計されている。またモルガン・スタンレーはUFCの2021年の収益を9億3000万ドル（約1080億円）、EBITDAを5億1500万ドル（約598億円）と推計している。
さらに、昔からアメリカでは興行としてボクシングやプロレスを中心に多岐にわたる格闘技イベントが盛んに行われてきた。有名なプロレス団体のWWEに至っては、1999年からナスダック（現在はニューヨーク証券取引所）に株式を上場している。また高校での男子アマチュアレスリングも盛んであり、女子の競技者も増えている。ボクシングにおいては、これまでにジャック・ジョンソン、ジャック・デンプシー、ジーン・タニー、フロイド・パターソン、モハメド・アリ、レイ・マンシーニ、ジョージ・フォアマン、ジョー・フレージャー、レオン、マイケルのスピンクス兄弟、マイク・タイソン、オスカー・デ・ラ・ホーヤ、イベンダー・ホリフィールド、フロイド・メイウェザー・ジュニアなどといった数々の選手を送り出している。
　　

### モータースポーツ

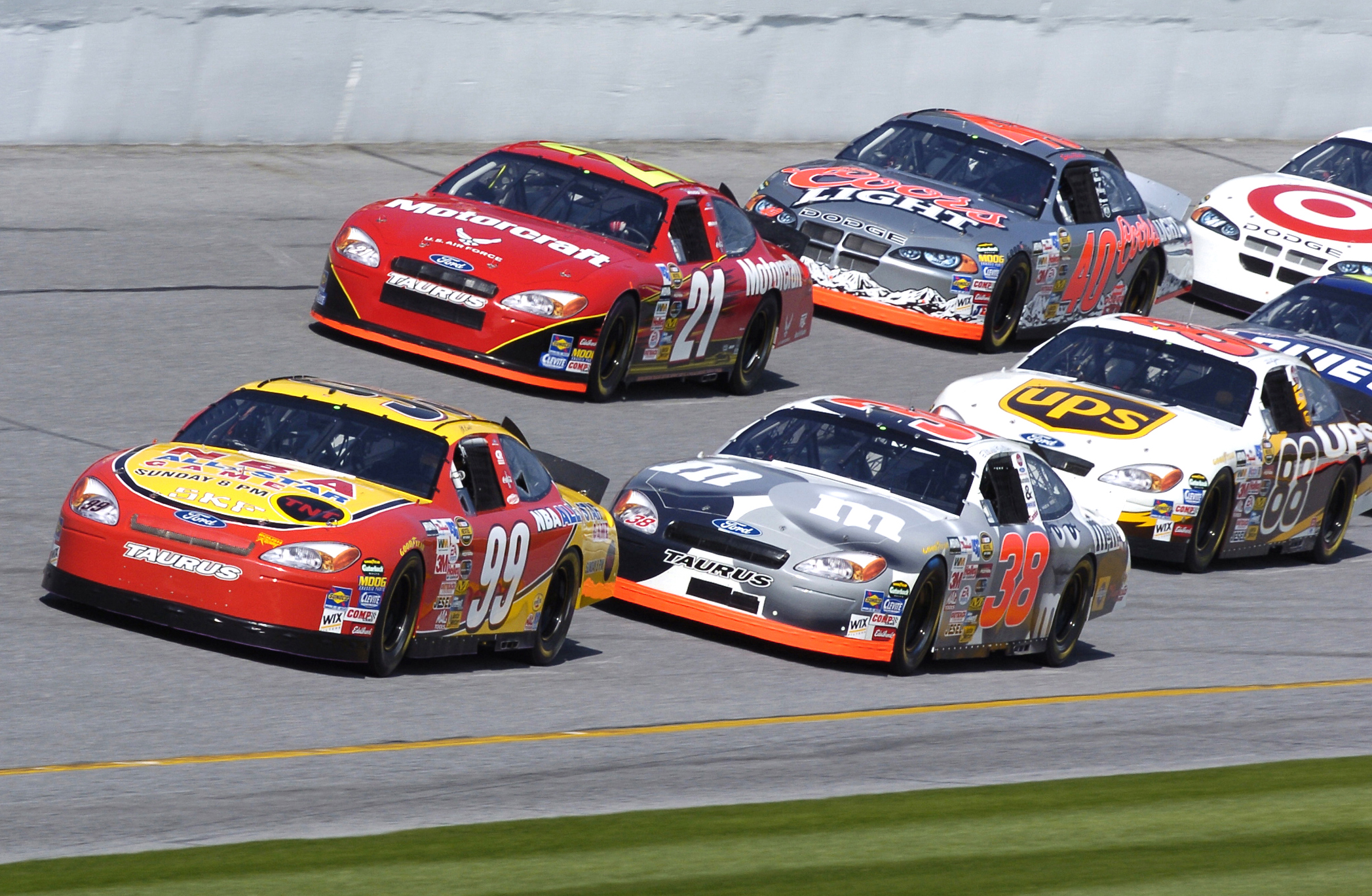
NASCAR。

アメリカでは、モータースポーツというと主にインディ500やNASCARの事を指す。オープンホイール（フォーミュラカー）によるシリーズは、現在はインディ500を含むインディカー・シリーズを頂点とし、下部カテゴリーとしてインディ・ライツなどが存在する。なお、インディカーは一時日本にも進出し、インディジャパン300としてツインリンクもてぎで開催されていたが、2011年を最後に撤退した。NASCARはスプリントカップシリーズを頂点とし、ネイションワイド・シリーズ、キャンピング・ワールド・トラック・シリーズを含めた通称「3大カップ戦」、さらにその下位に当たる地域ごとのカテゴリーなど非常に多くのレースを抱えており、それ単体で若手ドライバー育成からトップカテゴリーまでのピラミッド構造を持っている。
それ以外にも、NHRAが運営するドラッグレースやパイクスピーク・インターナショナル・ヒルクライムに代表されるヒルクライムレース、二輪ではAMAスーパークロスなどのモトクロス競技など、アメリカ独自の人気カテゴリーが多数存在しており、ヨーロッパ・日本とはまた別の独特の世界観を構築している。ただ、ヨーロッパとの交流がないわけではなく、F1アメリカグランプリや、MotoGPなどの開催が行われているほか（F1は2007年を最後に一旦開催が途絶えていたが、2012年より復活）、ル・マン24時間レースとの交流を主軸としたアメリカン・ル・マン・シリーズなどのシリーズ戦も存在する。最近では、日本からドリフト走行人気が主に西海岸を中心に波及しており、D1グランプリのシリーズ戦が開催されたり、独自のシリーズとしてフォーミュラ・ドリフトが開催されたりしている。

### ゴルフ

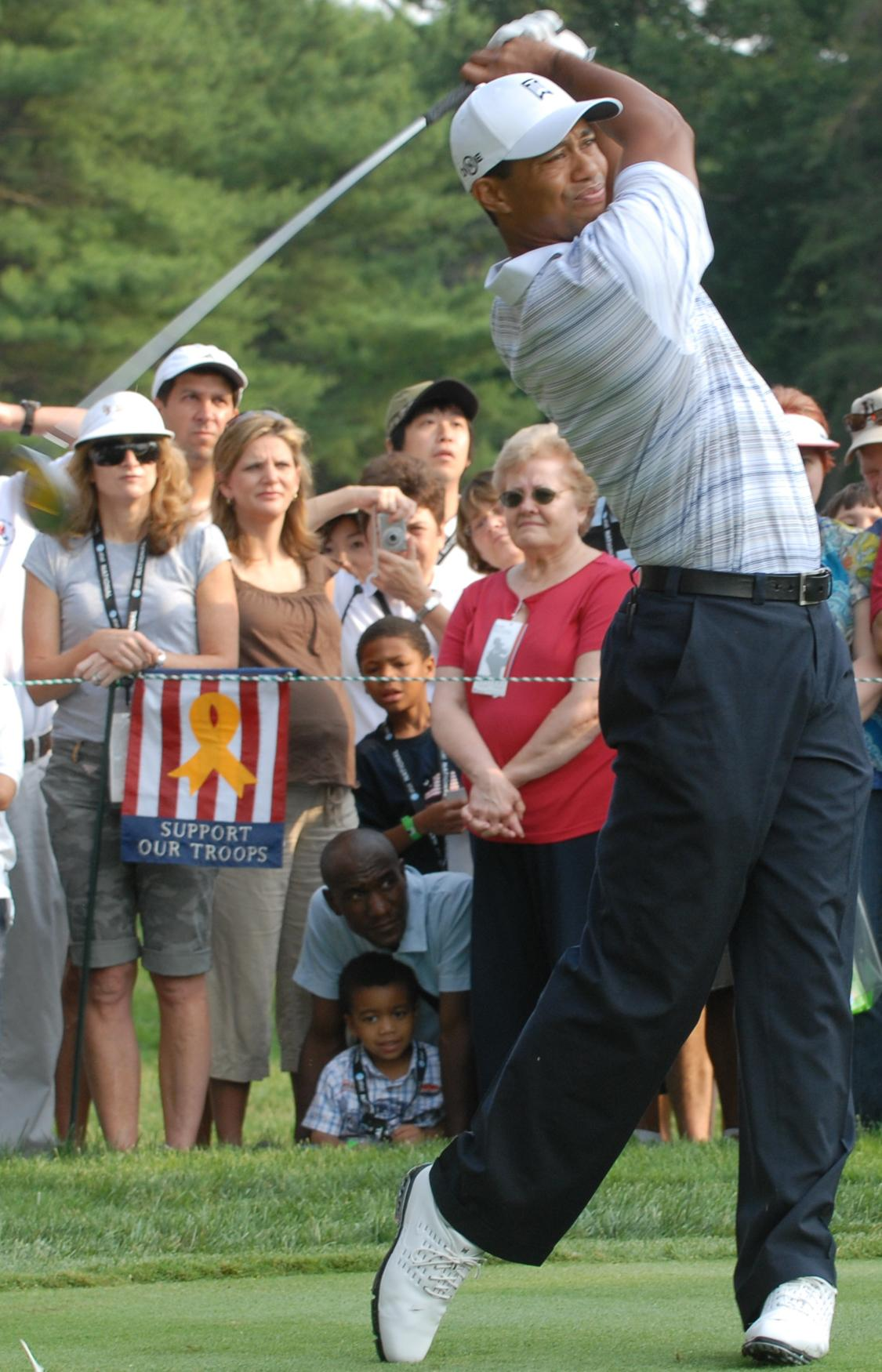
タイガー・ウッズ。

ゴルフも、アメリカ国内では富裕層を中心に盛んに行われているスポーツである。アメリカ国内を舞台にマスターズ・トーナメントや全米女子プロゴルフ選手権などといった世界的にメジャーな大会が数多く行われている。なお、世界的にも有名なゴルフ選手でもあるアフリカ系アメリカ人のタイガー・ウッズはメジャータイトルで12勝を挙げており、ウッズの年収はツアー大会で獲得する賞金総額と、スポーツメーカーなどのライセンス契約による収入なども含めると全米のプロスポーツ選手の中でも桁違いの金額である。

### チアリーダー
アメリカ国内では、4大メジャースポーツリーグのハーフタイムや大学の部活動を中心に盛んに行われている。

### 自転車競技
アメリカでは、後述する6日間レースのルーツとなる賞金つきの個人タイムトライアルレース・1000マイルレースがイギリスから伝わったことがきっかけとなり、19世紀末期にトラックレースが人気を博し、その影響もあって、1893年に第1回世界選手権自転車競技大会がシカゴで開催された他、1899年には、ニューヨークのマディソン・スクエア・ガーデンにおいて、2人がペアを組んで覇を競う、6日間レースを誕生させた。なお、2人がペアを組んで覇を競うレースはマディソン（フランスではアメリカンチームレースと呼ばれている）として後に独立した形式でも行われるようになり、2000年のシドニーオリンピックからオリンピック種目としても正式採用された。しかし、6日間レースは1929年の世界恐慌が端緒となって、1930年代あたりから急速に人気が低落し、6日間レース発祥国でありながら、アメリカ国内における同レースの開催は、1960年代初頭には全て姿を消してしまった。これが影響して長らく、当国では自転車競技に対する関心は高まらなかった。
当国で自転車競技熱が再燃しだしたのは、1970年代前半にBMX、同後半にマウンテンバイク(MTB)が当国発祥で誕生したことに深く起因している。双方とも、『遊び心』がきっかけとなって後に競技化されたものであるが、その人気はまたたく間に全米、そして全世界へと広がり、1996年にはMTBが、2008年にはBMXがそれぞれオリンピック種目となるに至った。一方、長らく盛んには行なわれてこなかったアメリカのロードレースだったが、1980年代前半にフランス人のシリル・ギマールとベルナール・イノーの2人によって才能を見出され、欧州国籍以外の選手として初めて1986年のツール・ド・フランスを制覇したグレッグ・レモンや、1980年のレークプラシッドオリンピックのスピードスケートで五種目全冠制覇を達成したエリック・ハイデンの転身などもあって、脚光を浴びるようになった。そして、ランス・アームストロングも癌を克服したスポーツ選手として脚光を浴びたが2012年、アームストロングは合衆国アンチドーピング機関(USADA)より数多のドーピング違反事例を摘発されて『永久追放』処分を受けたため、1999年から2005年までのツール・ド・フランス総合優勝記録が抹消された。

### サーフィン
アメリカ国内では、ハワイ州などの沿岸部を中心に行われている。

### アームレスリング
アームレスリングは、専用の競技台で世界共通の厳格なルールのもと行われる腕相撲に似た競技のことで、「卓上の格闘技」とも呼ばれる。アームレスリングの選手は「アームレスラー」と呼ばれ、アメリカの他、ロシアなどを中心に大規模な大会が開かれ、入賞者に賞金や豪華な賞品がスポンサーより与えられる大会もある。毎年各国で世界大会も開催され、世界中の『腕自慢』が集まり、迫力のある熱戦を繰り広げている。上述にもある通り、アメリカ国内では各地で盛んに行われている。

### 競馬
アメリカ国内でも競馬は非常に盛んで、中でもサラブレッドの生産頭数は世界一である。ケンタッキーダービーなどは、世界でも有名なダービーのひとつとなっている。

### 陸上競技
陸上競技の強豪国でもあり、これまでにジェシー・オーエンス、ボブ・ヘイズ、ジム・ハインズ、エドウィン・モーゼス、カール・ルイス、フローレンス・ジョイナー、マイケル・ジョンソン、モーリス・グリーン、アリソン・フェリックスといったオリンピック金メダリストを多数輩出している。

### 競泳
アメリカは競泳の強豪国としても知られ、オリンピックではこれまでに多数のメダリストを輩出してきた。最も有名なのがジョニー・ワイズミュラー、マーク・スピッツ、マイケル・フェルプスの3人で、フェルプスは北京オリンピックにおいて、8種目で金メダルを獲得し一大会での最高獲得メダル数を更新した。なお、フェルプスは優勝した8種目のうち、リレー競技を含めて7種目で世界新記録を更新している。

### テニス
テニスも、アメリカ国内で人気のあるスポーツとなっている。これまで、男子ではビル・チルデン、ジョン・マッケンロー、ピート・サンプラス、アンドレ・アガシ、マイケル・チャン、ジョン・イスナー、ボブとマイクのブライアン兄弟、女子ではモーリーン・コノリー、ジェニファー・カプリアティ、マルチナ・ナブラチロワ、リンゼイ・ダベンポート、モニカ・セレシュ、ビーナス、セリーナのウィリアムズ姉妹が有名である。

### その他の競技
アメリカ合衆国においてラグビーリーグは、東海岸を拠点とするセミプロラグビーリーグ競技会（13チームが参加）であるUSAラグビーリーグ（USARL）によってプレーされている。USARLはアメリカンナショナルラグビーリーグ（AMNRL）から離脱したクラブとエクスパンションフランチャイズによって2011年に設立された。USARLは2011年には初開催のシーズンを開始した。2014年11月、USARLは国際ラグビーリーグ連盟（RLIF）とラグビーリーグヨーロッパ連盟（RLEF）の加盟リーグとして認められ、現在はアメリカにおけるラグビーリーグの公式統括団体である。ラグビーリーグアメリカ合衆国代表は、2013年のラグビーリーグ・ワールドカップに初出場した。
- フィギュアスケート
- アルペンスキー
- スノーボード
- スピードスケート
- 馬術
- ラクロス
- フェンシング
- 射撃
- ローラーゲーム
- エクストリームスポーツ
- ボウリング
- セーリング
- アニマルスポーツ
- マインドスポーツ
- eスポーツ